# Monte Amherst
Il Monte Amherst (in lingua inglese: Mount Amherst) è una montagna antartica, alta 2.400 m, situata tra il Ghiacciaio Holdsworth e il Ghiacciaio Scott, 6 km a nord-nordest del McNally Peak, nei Monti della Regina Maud, in Antartide. 
Fu mappato dalla United States Geological Survey (USGS)sulla base di ispezioni in loco e fotografie aeree scattate dalla U.S. Navy nel periodo 1960-64. La geologia del monte è stata studiata dal gruppo dell'Università statale dell'Arizona che faceva parte dell'United States Antarctic Research Program (USARP).
La denominazione è stata assegnata dall'Advisory Committee on Antarctic Names (US-ACAN) in onore dell'Amherst College, istituzione universitaria con sede a Amherst, nello Stato americano del Massachusetts, che era stata l'Alma mater, l'Università dove aveva studiato Michael F. Sheridan, uno dei membri del gruppo geologico.